# Jacquet Brossard
Jacquet Brossard est une entreprise agroalimentaire française spécialisée dans la fabrication et la commercialisation de pains et gâteaux industriels à travers ses marques Jacquet, Brossard et Milcamps. Fondée en 2011, Jacquet Brossard est une filiale du groupe coopératif agricole international Limagrain.

## Histoire
Jacquet Brossard est née en mai 2011 du rapprochement des deux entreprises françaises Jacquet et Brossard.
Jacquet Brossard est la filiale Boulangerie-Pâtisserie industrielle de Limagrain, groupe coopératif agricole international. Le rachat de Brossard permet au groupe Limagrain, quatrième semencier mondial, de compléter l'offre des Pains Jacquet, racheté en 1995,.
L’entreprise réalise un chiffre d’affaires annuel de + de 380 M€.

## Marques
Marques majeures et complémentaires sur le secteur de la boulangerie-pâtisserie industrielle, Jacquet et Brossard figurent parmi les marques importantes de leurs spécialités :
- Jacquet propose plus de 50 références de pains : pains de mie, pains pour sandwichs (hamburgers, panini etc.), pains à finir de cuire, pains festifs, biscottes etc.
- Côté gâteaux, Brossard propose plus de 50 recettes en formats individuels ou à partager : le Savane et ses nombreuses déclinaisons, brownies, cakes aux fruits, madeleines, biscuits aux œufs…

Jacquet Brossard propose également une large gamme de produits de boulangerie et de pâtisserie à destination des professionnels de la restauration hors domicile et des industriels du snacking et de la chocolaterie-pâtisserie.

## Production
Le pain représente 60 % de la production, la pâtisserie 35 %.
90 % des achats réalisés par Jacquet Brossard de matières premières proviennent de sociétés implantées sur le territoire français. Les farines utilisées dans le corps des recettes des produits Jacquet Brossard sont 100 % françaises dont plus de 60 % issues de blés cultivés en Limagne (Auvergne) par les agriculteurs de la coopérative Limagrain.
L’entreprise compte 7 unités de production :
- 6 sites industriels en France (Pithiviers, Langonnet, Sens, 2 sites à Clamecy, Saint-Beauzire),
- 1 en Belgique (fabrication de gaufres)[5].

L’appartenance à la coopérative Limagrain permet à Jacquet Brossard de renforcer sa présence à l’étranger avec une diffusion de ses produits dans plus de 35 pays, et l’opportunité de s’implanter dans de nouvelles régions. Jacquet Brossard réalise ainsi 17 % de son chiffre d’affaires à l’international, contre 83 % en France.